# Ocularia vittata
Ocularia vittata är en skalbaggsart som beskrevs av Aurivillius 1907. Ocularia vittata ingår i släktet Ocularia och familjen långhorningar. Inga underarter finns listade i Catalogue of Life.